# Australoconops neuter
Australoconops neuter är en tvåvingeart som beskrevs av Schneider 2010. Australoconops neuter ingår i släktet Australoconops och familjen stekelflugor. Inga underarter finns listade i Catalogue of Life.